# Masitinib
Masitinib là một chất ức chế Tyrosine-Kinase được sử dụng trong điều trị khối u tế bào mast ở động vật, đặc biệt là chó. Kể từ khi được giới thiệu vào tháng 11 năm 2008, nó đã được phân phối dưới tên thương mại Masivet. Nó đã có sẵn ở châu Âu kể từ phần thứ hai của năm 2009. Masitinib đã được nghiên cứu cho một số tình trạng của con người bao gồm u ác tính, đa u tủy, ung thư đường tiêu hóa, ung thư tuyến tụy, bệnh Alzheimer, bệnh đa xơ cứng, viêm khớp dạng thấp, bệnh teo cơ và bệnh xơ cứng teo cơ.

## Cơ chế hoạt động
Masitinib ức chế c-Kit thụ thể tyrosine kinase được hiển thị bởi nhiều loại khối u. Nó cũng ức chế thụ thể yếu tố tăng trưởng có nguồn gốc tiểu cầu (PDGFR), tyrosine kinase protein đặc hiệu tế bào lympho (Lck), kinase bám dính tiêu điểm (FAK) và thụ thể yếu tố tăng trưởng nguyên bào sợi 3 (FGFR3).